# Rdzów
Rdzów [pronunciación en polaco: /rd͡zuf/] es un pueblo ubicado en el distrito administrativo de Gmina Potworów, dentro del condado de Przysucha, voivodato de Mazovia, en el este de Polonia central. Se encuentra aproximadamente a 16 kilómetros al noreste de Przysucha y a 84 kilómetros al sur de Varsovia.